# Red and Black Cafe

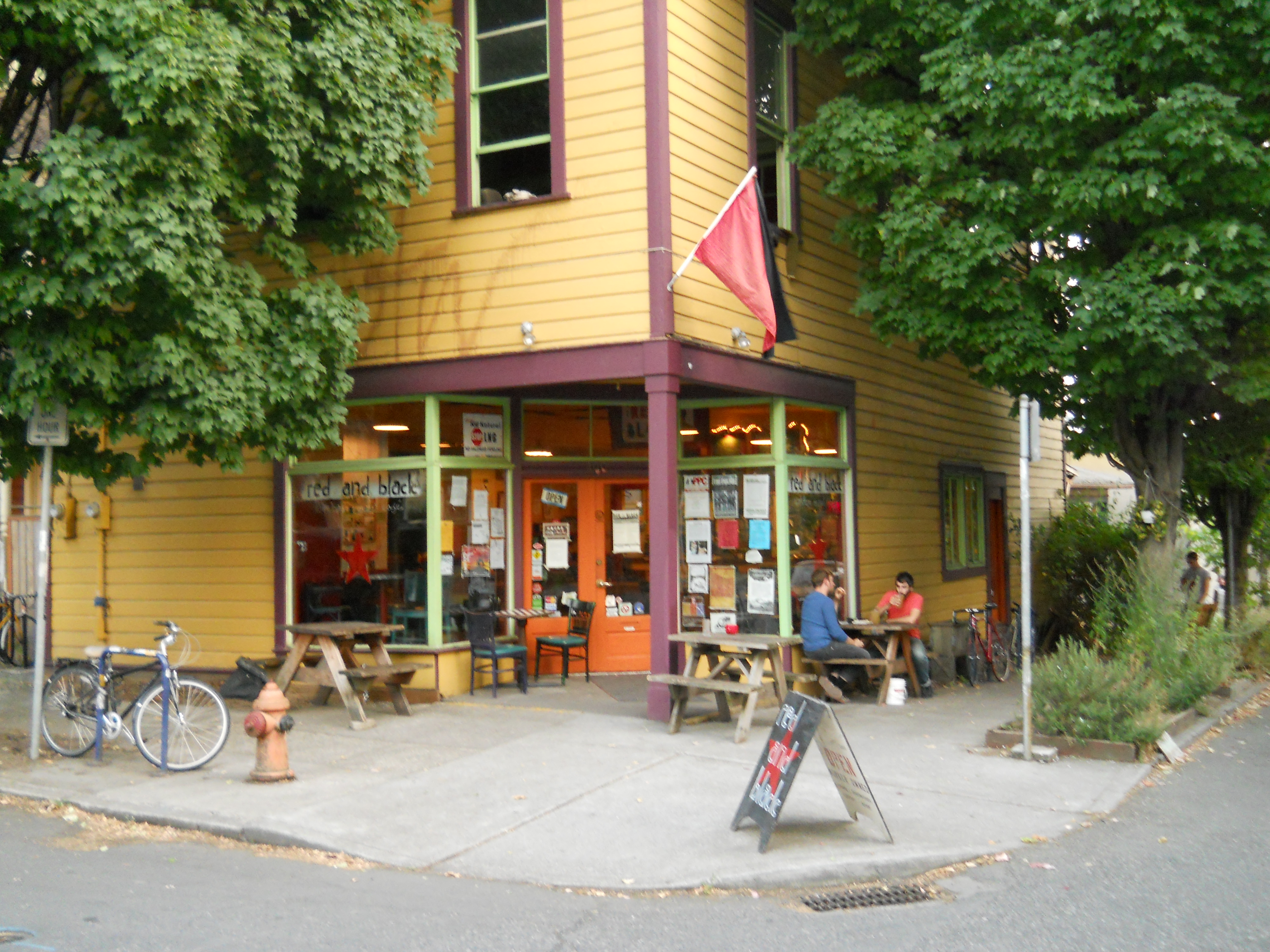
Red and Black Cafe w 2010 roku

Red and Black Cafe – kawiarnia prowadzona przez Robotników Przemysłowych Świata (IWW) i zarządzana przez pracowników kolektywu z siedzibą w Portland w stanie Oregon. W kawiarni serwowano wegańskie dania oraz organizowano wydarzenia o charakterze społecznym i wykłady polityczne, a także prowadzono anarchistyczny-infoshop. Kawiarnia miała również bezprzewodowy internet, ekologiczną kawę ze sprawiedliwego handlu, organiczne wina i piwa z lokalnych browarów.

## Historia
Kolektyw po raz pierwszy otwarto przy 2138 SE Division Street, w dzielnicy Hosford-Abernethy w Portland, 15 października 2000. Został on pierwotnie otwarty jako Flying Saucer Cafe, który został zakupiony za pożyczki od członków społeczności oraz IWW. W grudniu 2007 kolektyw podpisał umowę najmu przy 400 SE 12th Avenue, w dzielnicy Buckman, i rozpoczął działalność 11 stycznia 2008.
Red and Black Cafe było członkiem założycielem Portland Alliance of Worker Collectives (PAWC) i członkiem Federacji Spółdzielni Robotniczych Stanów Zjednoczonych (USFWC). Red and Black stało się miejscem zatrudniającym wyłącznie członków IWW w październiku 2009. 1 stycznia 2015 zarząd Generalny IWW wycofał się z takiej formy zatrudnienia. Kawiarnia jest zaznaczona w The Portland Red Guide, przewodniku o radykalnych organizacjach i ludziach w Portland napisanym przez Michaela Munka.
24 marca 2015 kawiarnia ogłosiła zamknięcie na czas nieokreślony.

### Kontrowersje
18 maja 2010 członek kolektywu Red and Black, John Langley, poprosił uzbrojonego funkcjonariusza Biura Policji w Portland Jamesa Crookera, aby opuścił kawiarnię, mówiąc mu, że naruszył politykę kolektywu dotyczącą „bezpieczniejszej przestrzeni”. Różne lokalne i krajowe źródła medialne komentowały ten incydent, w tym Portland Mercury, The Oregonian i CNN. Sytuacja doprowadziła do bojkotu przez niektóre środowiska kawiarni i utworzenia stron na Facebooku zarówno popierających bojkot, jak i wspierające kolektyw: „Boycott the Red and Black Cafe, Portland, OR” i „I'm not Boycotting the Red and Black Cafe”, Portland OR”. Następnie odbyła się konferencja prasowa w celu wyjaśnienia obaw związanych z decyzją zwrócenia się do oficera o opuszczenie lokalu.
Po kontrowersjach kolektyw otrzymywał zarówno ustne, jak i pisemne groźby podpalenia oraz innych form przemocy, ale również wzrosło zainteresowanie kawiarnią.
Kawiarnia pojawiła się w lokalnych wiadomościach w 2014, kiedy John Langley zadzwonił pod numer 911, w sprawie mężczyzny, który przedawkował heroinę. Wyraźnie poprosił dyżurnego, by nie wysyłał policji. Langley powiedział, że jeśli policja musi przybyć, nie zostanie wpuszczona do kawiarni.

## Menu
Red and Black Cafe serwowała wegetariańskie i wegańskie potrawy oraz pomogła Portland stać się jednym z najbardziej przyjaznych wegetarianom i weganom miast PETA w 2010. Kawiarnia kupowała produkty od Project Grow, miejskiego programu rolniczego, który pomaga niepełnosprawnym dorosłym.